# 高浜市

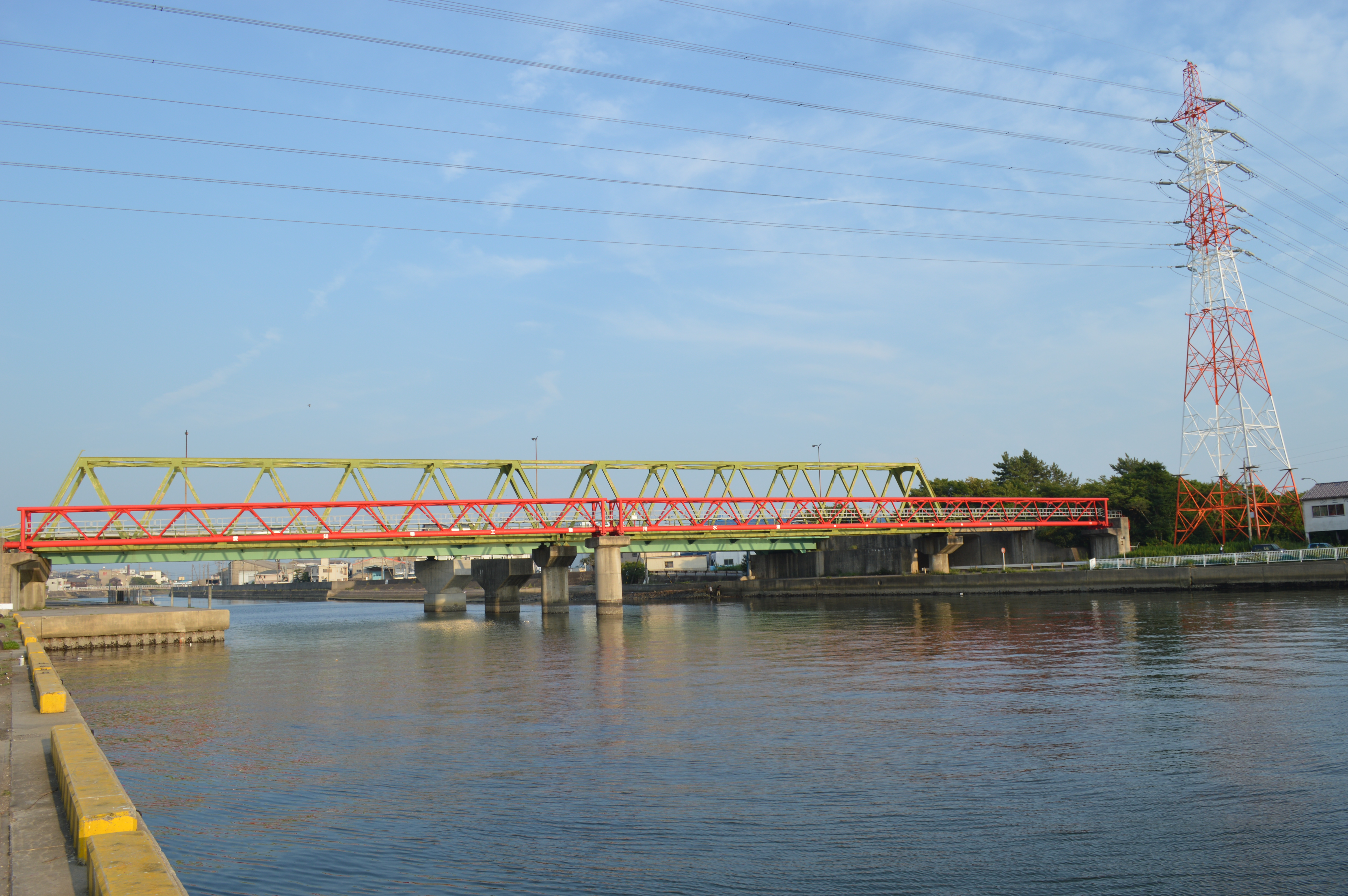
高浜川

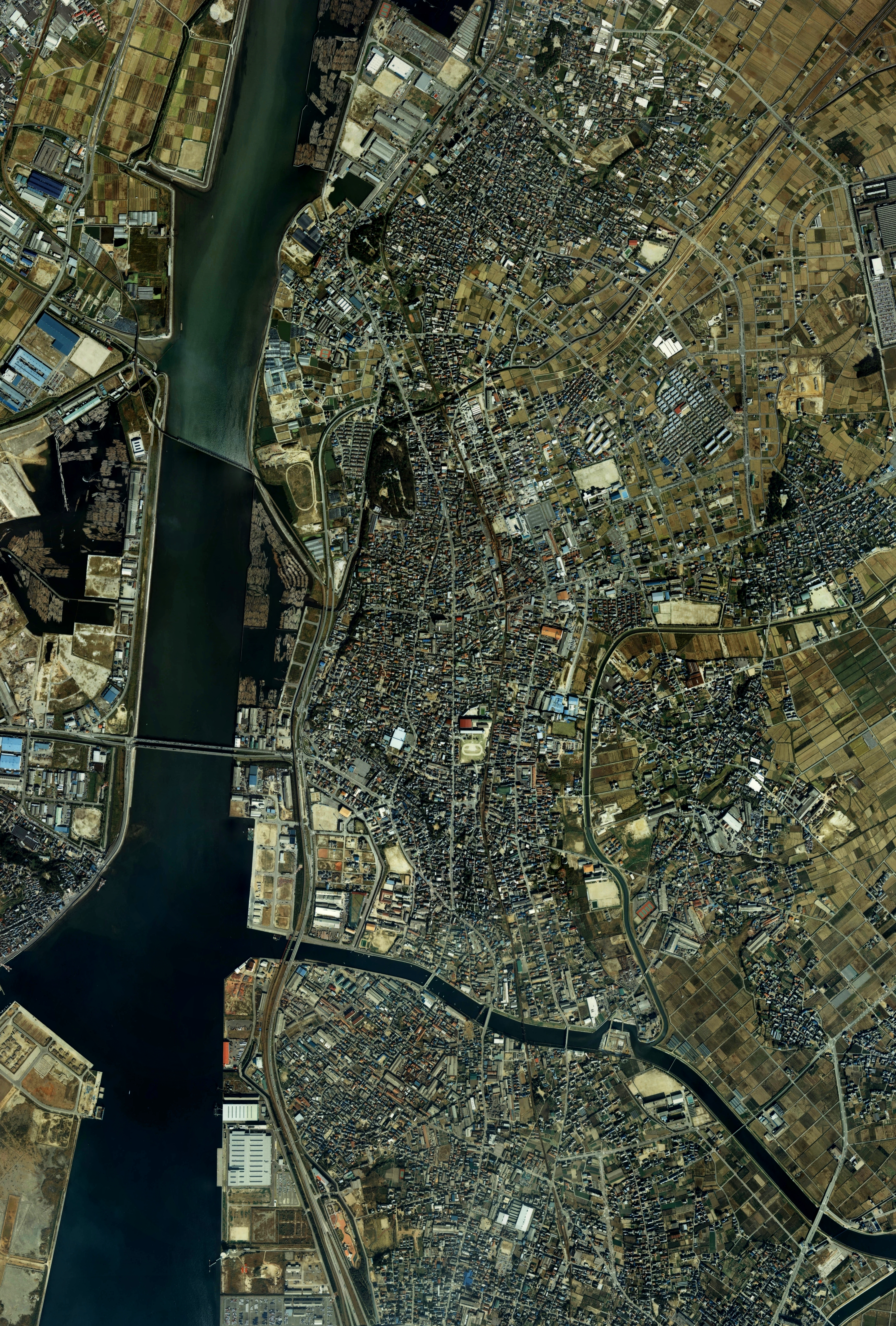
高浜市中心部周辺の空中写真。
1987年撮影の9枚を合成作成。。

高浜市（たかはまし）は、愛知県の三河地方にある市。
窯業が盛んであり、「日本三大瓦」に数えられる三州瓦の主産地として知られている。瓦を専門とする全国で唯一の美術館である高浜市やきものの里かわら美術館・図書館がある。
愛知県の市では岩倉市に次いで面積が小さい。人口が少ないため人口密度は次に小さい知立市より低い。

## 地理

### 地形
三河平野の西南部に位置し、標高5メートル程の洪積台地と河川流域や海岸一帯の沖積層の標高2メートル程の低地からなる。
河川
- 稗田川
- 高浜川

港湾
- 衣浦湾（衣浦港）の東岸に位置する平坦な土地である。大山公園と高浜市役所付近の土地は比較的高台になっている。衣浦湾の対岸の半田市（知多半島）との間には衣浦大橋が架かっている。

### 市内の町名
市制施行とともに町名が設置されている。
- 高浜町（旧高浜町高浜、1992年廃止）
- 高取町（旧高浜町高取、1992年廃止）
- 吉浜町（旧高浜町吉浜、1991年廃止）
- 新田町1 - 5丁目（1987年に1丁目が吉浜町地先の埋立地より、1989年に2 - 5丁目が吉浜町の一部よりそれぞれ成立）
- 神明町1 - 8丁目（1988年に2 - 3・7丁目が高浜町・高取町の各一部より、1989年に1・8丁目が高浜町・高取町・吉浜町の各一部より、1990年に4丁目が、1992年に5丁目がそれぞれ高取町の一部よりそれぞれ成立）
- 湯山町1 - 8丁目（1988年に1・4・7 - 8丁目が、1989年に2 - 3・5 - 6丁目がそれぞれ高浜町・高取町の各一部より成立）
- 八幡町1 - 6丁目（1988年に1・6丁目が、1989年に2 - 5丁目がそれぞれ吉浜町の一部より成立）
- 豊田町1 - 3丁目（1988年に1丁目が吉浜町の一部より、1990年に2 - 3丁目が高取町・吉浜町の各一部よりそれぞれ成立）
- 小池町1 - 6丁目（1988年に2 - 4丁目が、1989年に1・5 - 6丁目がそれぞれ吉浜町の一部より成立）
- 屋敷町1 - 7丁目（1988年に5丁目が、1989年に1 - 4・6 - 7丁目がそれぞれ吉浜町の一部より成立）
- 呉竹町1 - 7丁目（1988年に4 - 5丁目が、1989年に1 - 3・6 - 7丁目がそれぞれ吉浜町の一部より成立）
- 芳川町1 - 4丁目（1989年、吉浜町・高浜町の各一部より成立）
- 本郷町1 - 6丁目（1990年、高取町・高浜町の各一部より成立）
- 清水町1 - 8丁目（1990年に1 - 3・5 - 8丁目が、1992年に4丁目がそれぞれ高取町の一部より成立）
- 向山町1 - 6丁目（1990年、高取町の一部より成立）
- 論地町1 - 5丁目（1990年、高取町・高浜町の各一部より成立）
- 春日町1 - 7丁目（1991年、高浜町・吉浜町の各一部より成立）
- 沢渡町1 - 5丁目（1991年、高浜町の一部より成立）
- 青木町1 - 9丁目（1991年、高浜町の一部より成立）
- 稗田町1 - 5丁目（1991年、高浜町・高取町の各一部より成立）
- 碧海町1 - 5丁目（1992年、高浜町の一部より成立）
- 二池町1 - 6丁目（1992年、高浜町・高取町の各一部より成立）
- 田戸町1 - 7丁目（1992年、高浜町の一部より成立）

### 人口
愛知県の市の中では、弥富市、新城市に次いで人口が少ない。
| |                                        |  |
| 高浜市と全国の年齢別人口分布（2005年） | 高浜市の年齢・男女別人口分布（2005年） |  |
| ■紫色 ― 高浜市 ■緑色 ― 日本全国 | ■青色 ― 男性 ■赤色 ― 女性              |  |
| 高浜市（に相当する地域）の人口の推移 \| 1970年（昭和45年） \| 31,102人 \| \| \| 1975年（昭和50年） \| 32,191人 \| \| \| 1980年（昭和55年） \| 31,548人 \| \| \| 1985年（昭和60年） \| 31,270人 \| \| \| 1990年（平成2年） \| 33,478人 \| \| \| 1995年（平成7年） \| 36,029人 \| \| \| 2000年（平成12年） \| 38,127人 \| \| \| 2005年（平成17年） \| 41,351人 \| \| \| 2010年（平成22年） \| 44,027人 \| \| \| 2015年（平成27年） \| 46,236人 \| \| \| 2020年（令和2年） \| 46,106人 \| \| |                                        |  |
| 総務省統計局 国勢調査より |                                        |  |
| 1970年（昭和45年） | 31,102人                               |  |
| 1975年（昭和50年） | 32,191人                               |  |
| 1980年（昭和55年） | 31,548人                               |  |
| 1985年（昭和60年） | 31,270人                               |  |
| 1990年（平成2年） | 33,478人                               |  |
| 1995年（平成7年） | 36,029人                               |  |
| 2000年（平成12年） | 38,127人                               |  |
| 2005年（平成17年） | 41,351人                               |  |
| 2010年（平成22年） | 44,027人                               |  |
| 2015年（平成27年） | 46,236人                               |  |
| 2020年（令和2年） | 46,106人                               |  |

### 隣接する自治体
愛知県
- 刈谷市
- 安城市
- 碧南市

（衣浦湾を挟んで）
- 半田市
- 知多郡東浦町[注 2]

## 歴史

### 沿革
- 1889年（明治22年）10月1日 - 町村制施行により碧海郡高浜村・吉浜村・高取村が発足する。
- 1900年（明治33年）7月9日 - 碧海郡高浜村が町制を施行して碧海郡高浜町が発足する。
- 1906年（明治39年）5月1日 - 高浜町が吉浜村と高取村を合併する。
- 1956年（昭和31年） - 衣浦大橋が開通する。
- 1970年（昭和45年）12月1日 - 高浜町が市制施行して高浜市が発足[注 3]。これに伴い碧海郡が消滅する[注 4]。

| 郡       | 明治22年以前 | 明治22年10月1日 | 明治23年 - 明治45年        | 明治23年 - 明治45年        | 大正1年 - 大正15年 | 昭和1年 - 現在              |
| -------- | ------------ | --------------- | -------------------------- | -------------------------- | ------------------ | --------------------------- |
| 碧 海 郡 | 高浜村       | 高浜村          | 明治33年7月9日 町制 高浜町 | 明治39年5月1日 合併 高浜町 | 高浜町             | 昭和45年12月1日 市制 高浜市 |
| 碧 海 郡 | 吉浜村       | 吉浜村          | 吉浜村                     | 明治39年5月1日 合併 高浜町 | 高浜町             | 昭和45年12月1日 市制 高浜市 |
| 碧 海 郡 | 高取村       | 高取村          | 高取村                     | 明治39年5月1日 合併 高浜町 | 高浜町             | 昭和45年12月1日 市制 高浜市 |

## 行政
- 市長：吉岡初浩（よしおか はつひろ、2009年9月9日就任）

### 歴代市長
| 代 | 氏名     | 就任                     | 退任                      | 備考 |
| -- | -------- | ------------------------ | ------------------------- | ---- |
| 1  | 井野一郎 | 1968年（昭和43年）2月5日 | 1973年（昭和48年）8月20日 |      |
| 2  | 石川敏治 | 1973年（昭和48年）9月9日 | 1989年（平成元年）9月8日  |      |
| 3  | 森貞述   | 1989年（平成元年）9月9日 | 2009年（平成21年）9月8日  |      |
| 4  | 吉岡初浩 | 2009年（平成21年）9月9日 | 現職                      |      |

### 姉妹都市・提携都市

#### 国外
フレンドシップ相手国
2005年に開催された愛知万博では「一市町村一国フレンドシップ事業」が行われた。名古屋市を除く愛知県内の市町村が、120の万博公式参加国をそれぞれフレンドシップ相手国として迎え入れた。
- ブルネイ・ダルサラーム共和国

#### 国内
姉妹都市
- 瑞浪市（岐阜県）
  - 1989年（平成元年）姉妹都市提携

提携都市
- 多治見市（岐阜県）
  - 2005年（平成17年）11月2日 災害時相互応援協定締結

## 議会

### 愛知県議会
- 定数：1人
- 選挙区：高浜市選挙区
- 任期：2019年4月30日 - 2023年4月29日
- 執行日：2019年4月7日

| 候補者名 | 当落 | 年齢 | 所属党派   | 新旧別 | 得票数 |
| -------- | ---- | ---- | ---------- | ------ | ------ |
| 杉浦孝成 | 当   | 71   | 自由民主党 | 現     | 無投票 |

### 衆議院
- 選挙区：愛知13区（碧南市、刈谷市、安城市、知立市、高浜市）
- 任期：2024年10月27日 - 2028年10月26日
- 投票日：2024年10月27日
- 当日有権者数：422,024人[3]
- 投票率：59.86％

| 当落 | 候補者名 | 年齢 | 所属党派   | 新旧別 | 得票数    | 重複 |
| ---- | -------- | ---- | ---------- | ------ | --------- | ---- |
| 当   | 大西健介 | 53   | 立憲民主党 | 前     | 137,944票 | ○    |
|      | 石井拓   | 59   | 自由民主党 | 前     | 90,214票  | ○    |
|      | 牛田清博 | 66   | 日本共産党 | 新     | 16,818票  |      |

## 施設
- 碧南警察署高浜幹部交番
- 吉浜交番
- 衣浦東部広域連合高浜消防署
- 高浜豊田病院 - 旧称は高浜市立病院、刈谷豊田総合病院高浜分院。
- 高浜郵便局
- 高浜市立図書館
- 高浜市立郷土資料館
- 衣浦衛生組合クリーンセンター衣浦
- 高浜市体育センター
- サンビレッジ衣浦
- ボートレースチケットショップ高浜

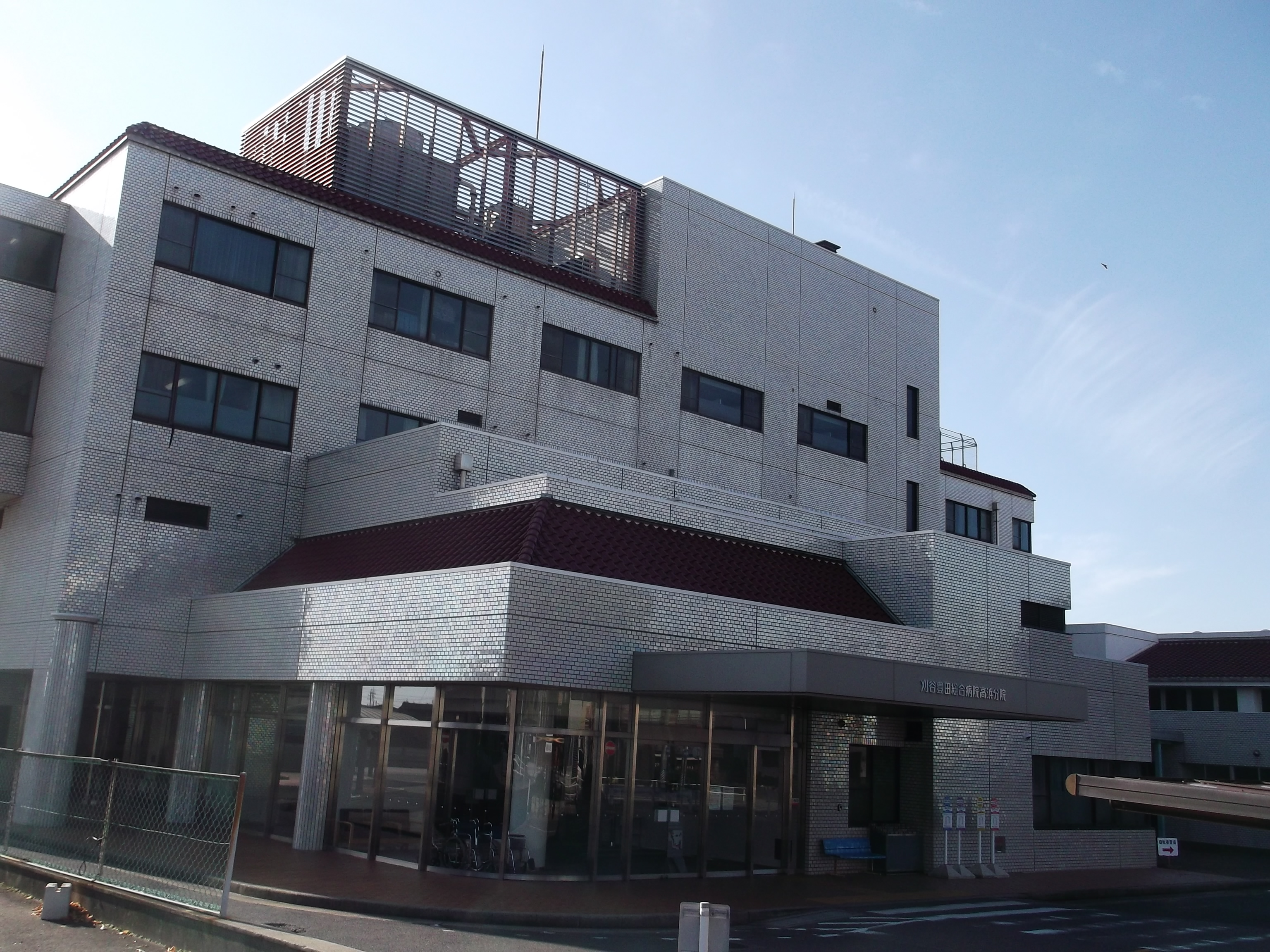
刈谷豊田総合病院高浜分院
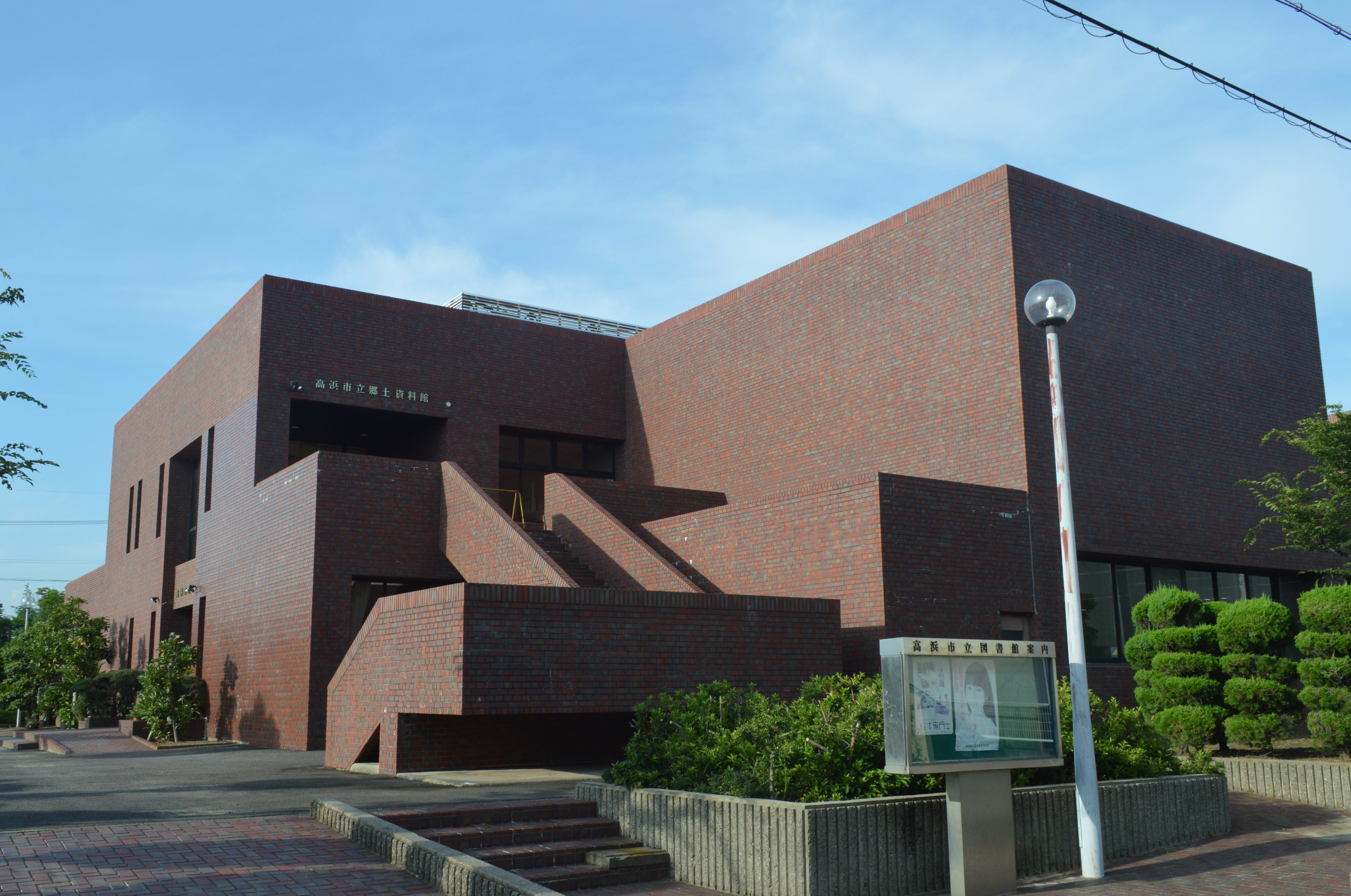
高浜市立図書館・高浜市立郷土資料館
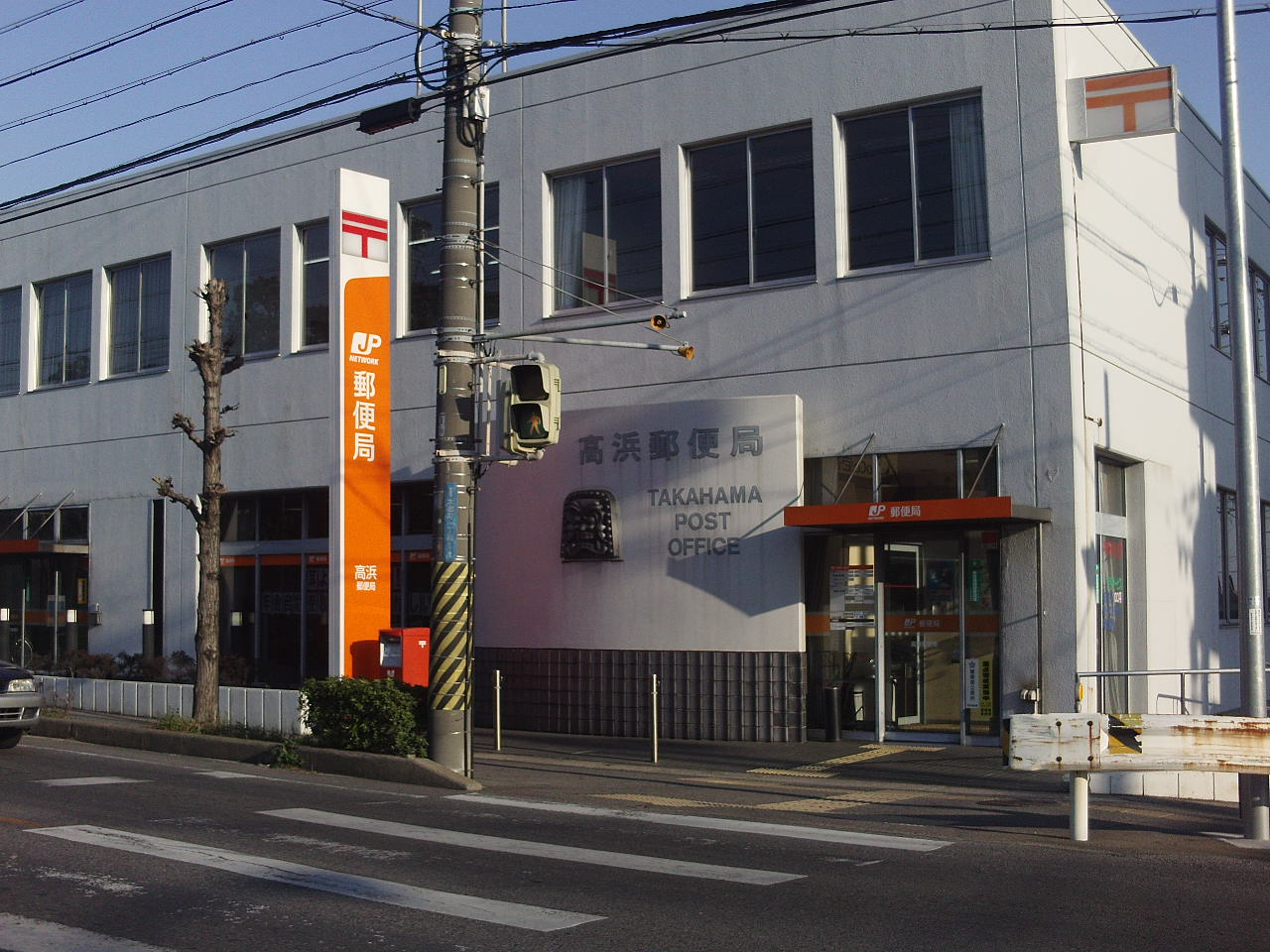
高浜郵便局

## 経済

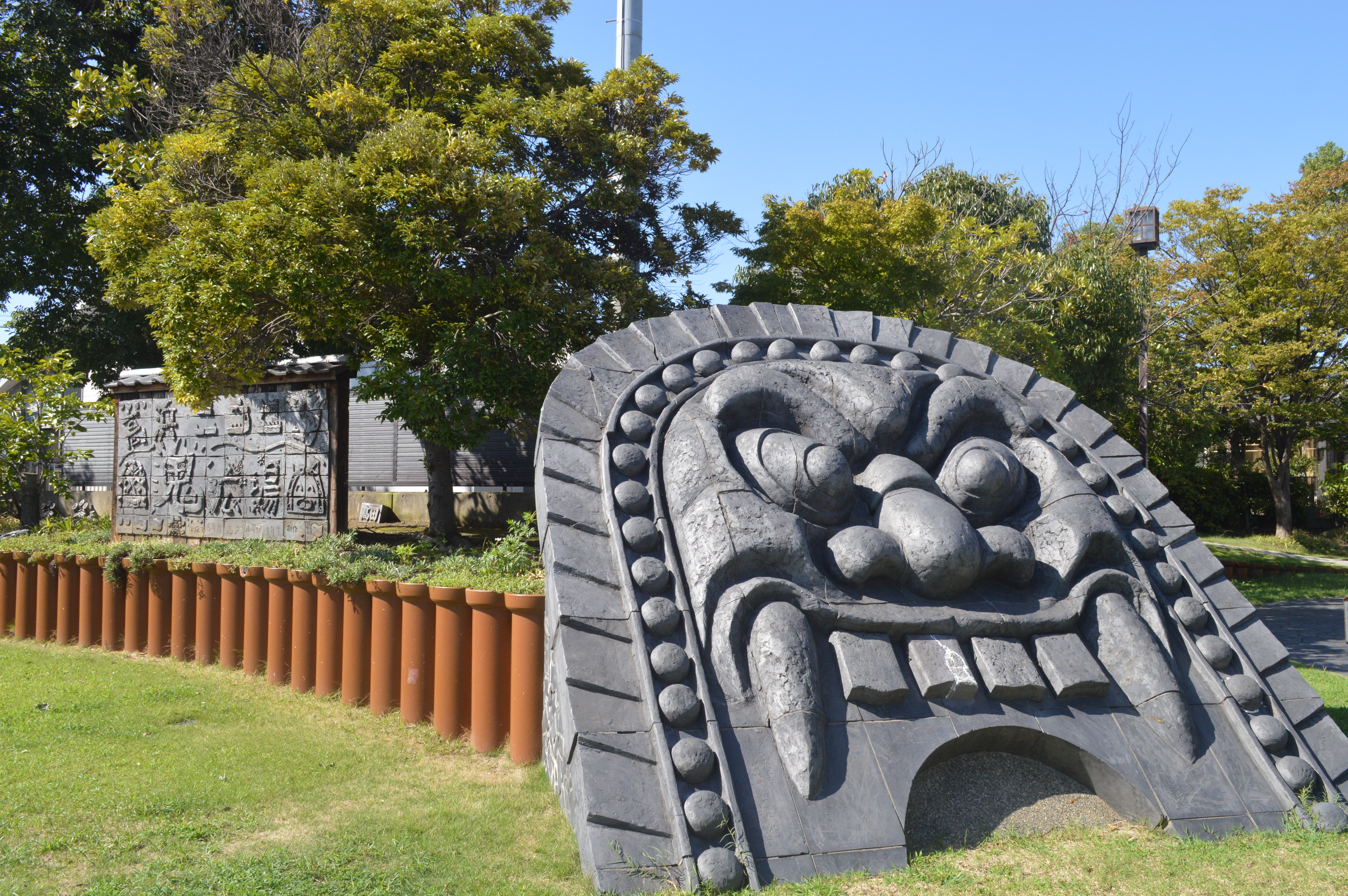
高浜港駅前の鬼瓦モニュメント

### 第一次産業
吉浜地区では養鶏も盛んである。市全体で「高浜とりめし」を名物にしている。

### 第二次産業
衣浦港に面した臨海地区で、木材加工や自動車製造関連を中心とする工業が発達している。
主な工場
- NTグループ
- トヨタL&F高浜工場
- 豊田自動織機高浜工場
- イビデン衣浦事業場
- スギヤス本社・高浜工場
- ジェイテクト田戸岬工場
- 日本ペイント愛知工場
- ミツカン中部工場
- トヨタ車体精工本社・高浜工場
- 豊生ブレーキ工業高浜工場

#### 窯業
産出する粘土を用いた窯業が伝統的にさかんで、三州瓦生産の中心地である。鬼瓦を始めとする飾り瓦も有名である。江戸時代の1700年頃には民家にも瓦が使用されるようになり、この頃に三河国が瓦の産地となっていったとされる。春日神社の狛犬は享保8年（1723年）に高浜村の瓦屋によって奉納されており、この年には高浜に瓦の専門業者があったことが明らかとなっている。1874年（明治7年）の『府県物産表』によると愛知県の瓦生産量は全国第4位だったが、大正初期には高須金之助らの日本洋瓦がフランス瓦を製造して輸出なども行い、またスパニッシュ瓦の様式をいち早く取り入れて日本の風土にあったS型瓦を開発した。1928年（昭和3年）には世界初の塩焼瓦が開発され、1953年（昭和28年）には燻し瓦の生産量を上回ったが、三州の粘土でないと独特の美しい小豆色が出ないという。1929年（昭和4年）には碧海郡高浜町に町立の窯業試験所が設立されているが、資金難から数年で閉鎖されている。

### 第三次産業
近年では、国道419号沿いで商業がめざましく発達している。
主な商業施設
- アオキスーパー高浜店
- エディオン高浜店
- ケーヨーデーツー高浜店
- DCM高浜店
- ドミー高浜店
- 西松屋高浜店
- バロー高浜店
- ヤマナカ高浜店

### 本社を置く企業
上場企業
- 新東

その他の企業
- エヌティーツール
- 吉浜人形
- 高浜工業

## 教育

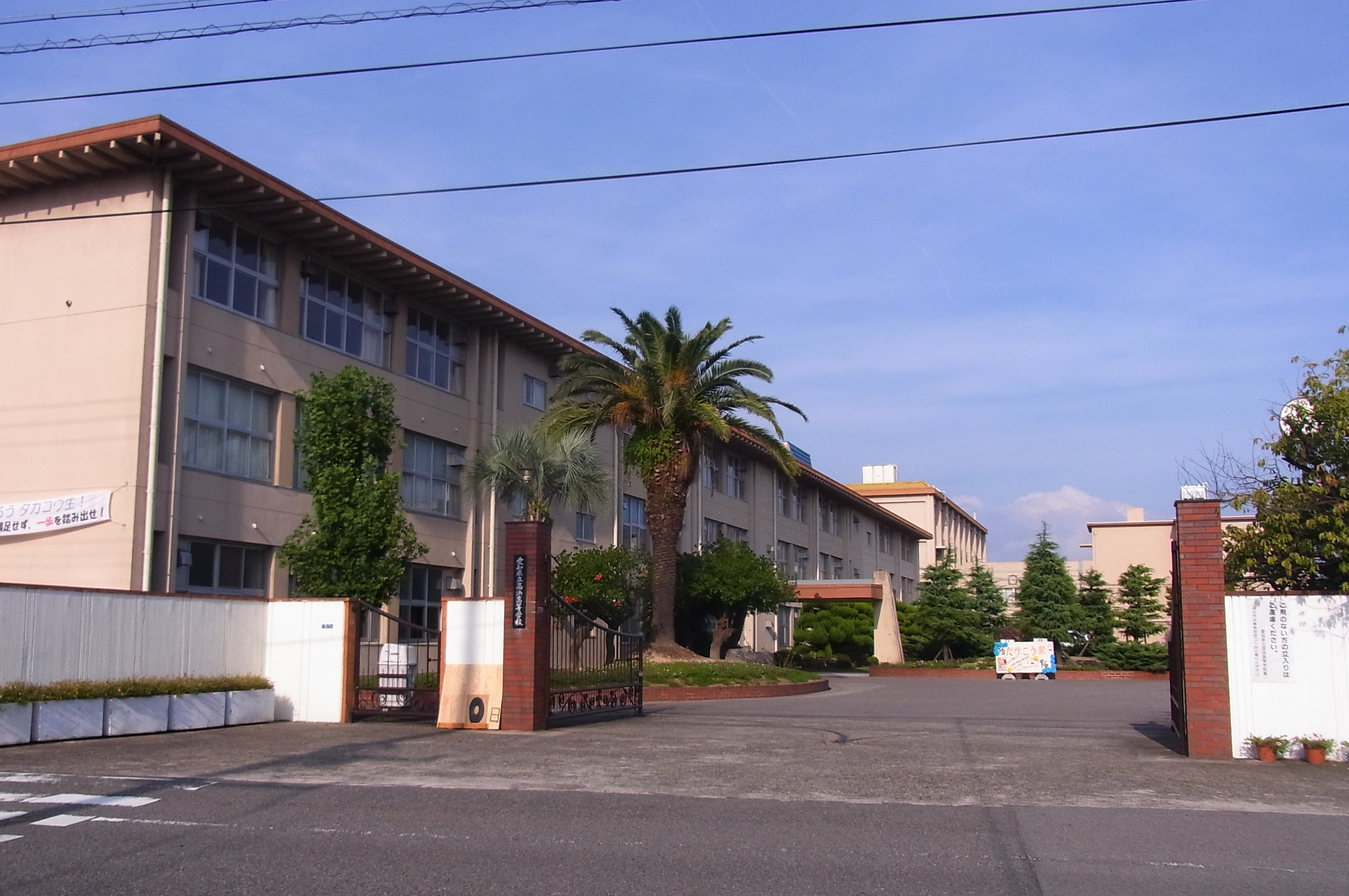
愛知県立高浜高等学校

当市の中学生は三河地方の県立普通科高校の他、調整特例として、東浦町の愛知県立東浦高等学校普通科への進学が可能。しかし、衣浦大橋を挟んで隣接する半田市の愛知県立半田東高等学校への進学は不可。
かつて高浜市立港小学校の北側には愛知県立高浜高等技術専門校があったが、2019年（平成31年）3月に廃止された。

### 高等学校
公立
- 愛知県立高浜高等学校

### 中学校
| 開校年 | 現在の名称         | 1947年- | 1978年- |
| ------ | ------------------ | ------- | ------- |
| 1947年 | 高浜市立高浜中学校 | 高浜    | 高浜    |
| 1978年 | 高浜市立南中学校   | 高浜    | 南      |

- 高浜市立高浜中学校
- 高浜市立南中学校

### 小学校
| 開校年 | 現在の名称         | 1945年-     | 1976年      | 2002年- |
| ------ | ------------------ | ----------- | ----------- | ------- |
| 1873年 | 高浜市立高浜小学校 | 高浜        | 高浜        | 高浜    |
| 1976年 | 高浜市立港小学校   | 高浜        | 港          | 港      |
| 1874年 | 高浜市立吉浜小学校 | 吉浜        | 吉浜        | 吉浜    |
| 1893年 | 高浜市立高取小学校 | 高取        | 高取        | 高取    |
| 2002年 | 高浜市立翼小学校   | (吉浜/高取) | (吉浜/高取) | 翼      |

- 高浜市立高取小学校
- 高浜市立高浜小学校
- 高浜市立吉浜小学校
- 高浜市立翼小学校
- 高浜市立港小学校

## 生活基盤
- 市外局番は、他の旧碧海郡の市と同じ0566（刈谷MA）が、市内全域で使用される。
  - 市内局番は、主に50番台を使用。
- 車検証の住所（使用者）が当市の自動車には、三河ナンバーが交付される。
- 本市を担当する中部電力の営業所は、刈谷営業所である[8]。

## 交通

### 鉄道

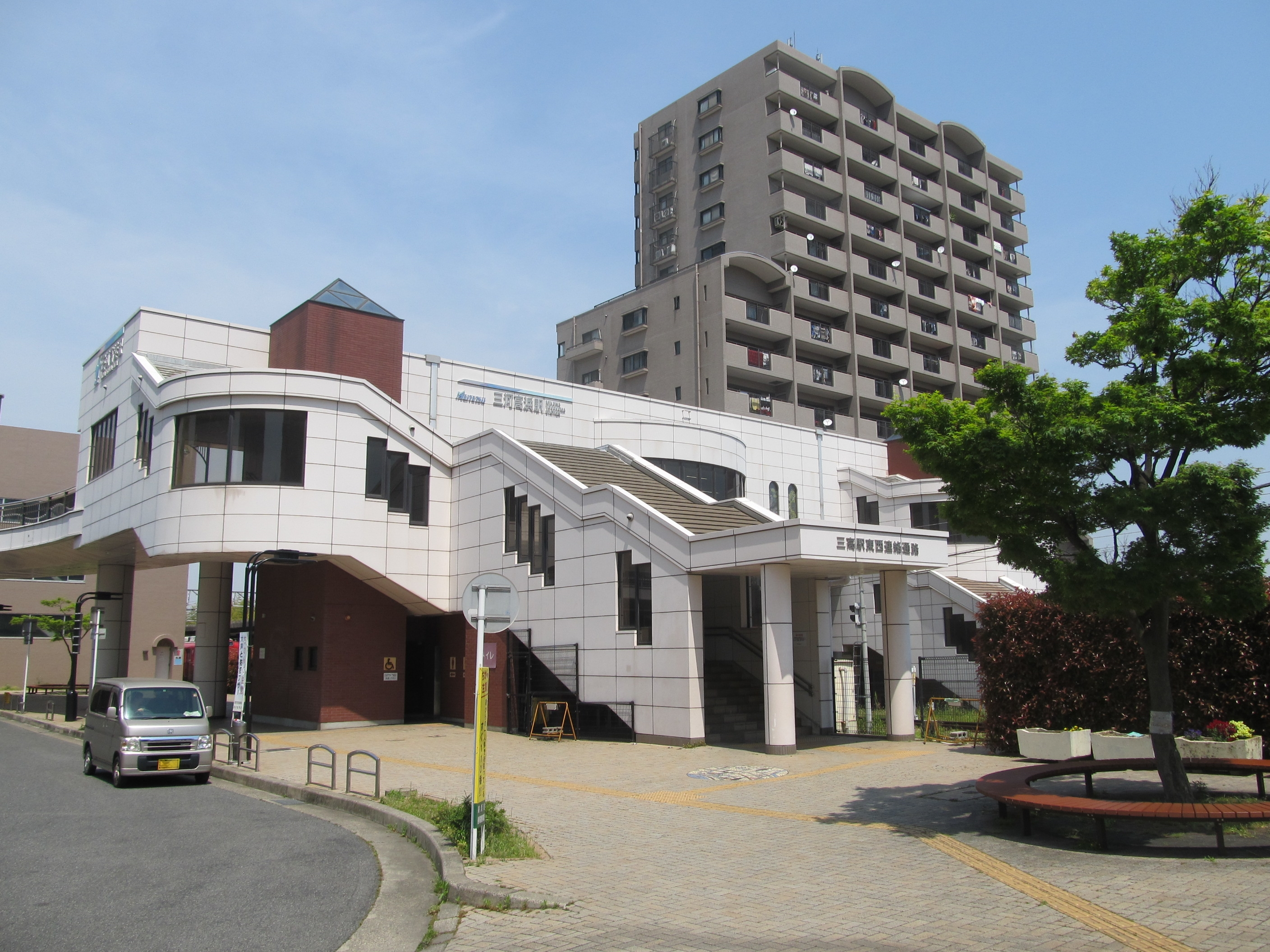
三河高浜駅

名古屋鉄道（名鉄）
三河線：（刈谷市）- 吉浜駅 - 三河高浜駅 - 高浜港駅 -（碧南市）
- 市の中心となる駅：三河高浜駅

市内にある全ての駅が無人駅である。

### バス
路線バス
- 高浜市コミュニティバス「いきいき号」

### 道路

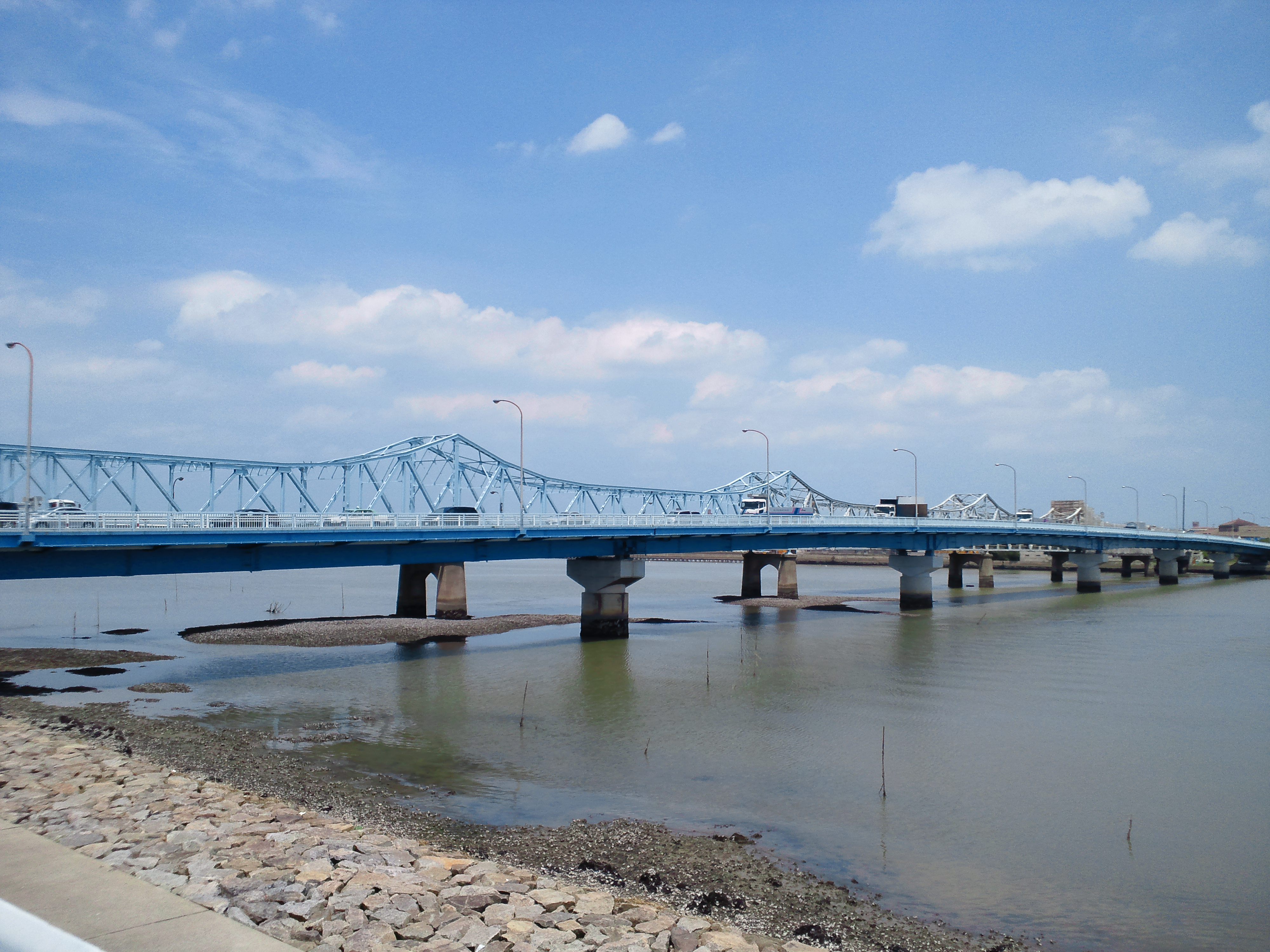
衣浦大橋

一般国道
国道247号
国道419号
主要地方道
- 愛知県道46号西尾知多線
- 愛知県道47号岡崎半田線
- 愛知県道50号名古屋碧南線

一般県道
- 愛知県道300号高浜港停車場線
- 愛知県道304号碧南高浜環状線
- 愛知県道473号吉浜停車場線
- 愛知県道474号三河高浜停車場線

### 港湾
- 衣浦港 - 重要港湾。特定港。

## 名所・旧跡・観光スポット

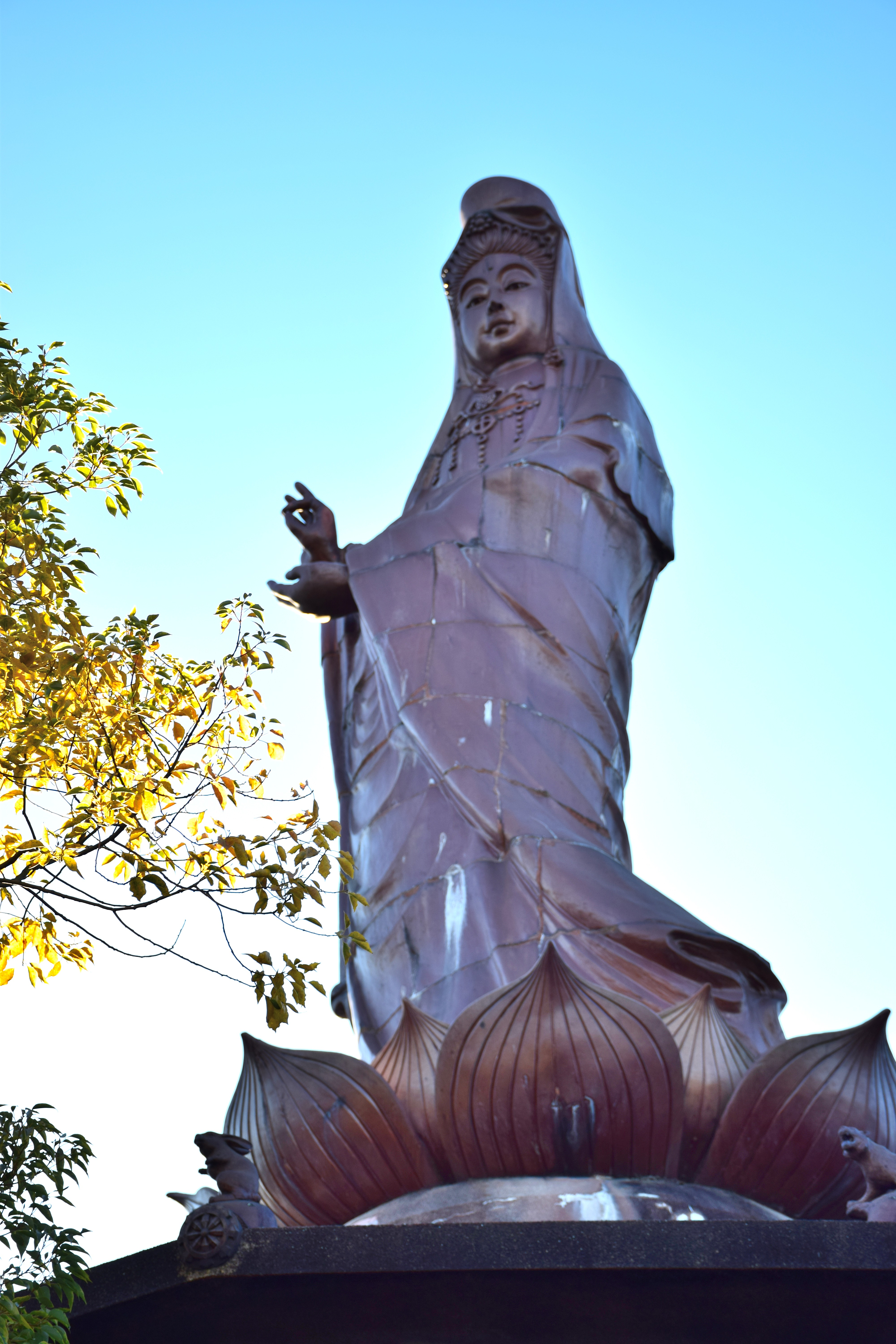
衣浦観音

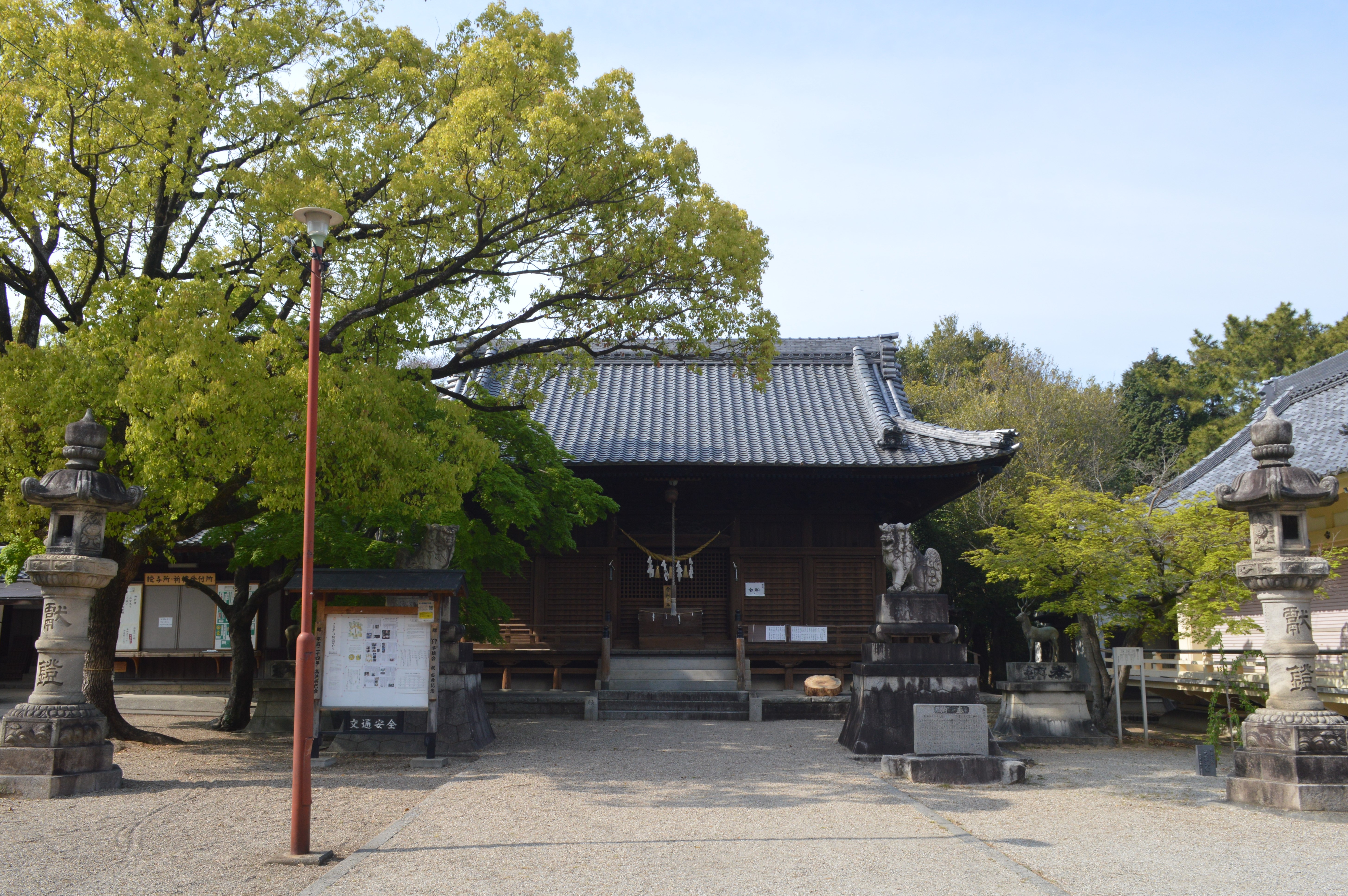
春日神社

### 名所・旧跡
- 観音寺（衣浦観音）
- 常照院
- 正林寺
- 専修坊 - 浄土真宗の「浜の三か寺」のひとつ。
- 恩任寺 - 浄土真宗の「浜の三か寺」のひとつ。
- 大聖寺
- 大日寺
- 春日神社 - 大タヌキ像がある。
- 高取神明宮
- 津島神社
- 服部天満宮
- 吉浜神明社

### 観光スポット
- 高浜市やきものの里かわら美術館・図書館
- 紫峰人形美術館
- 高浜市郷土資料館

## 文化

### 祭事・催事
- 春日神社の御馬塔祭り（おまんとまつり）
- 高浜川レガッタ大会

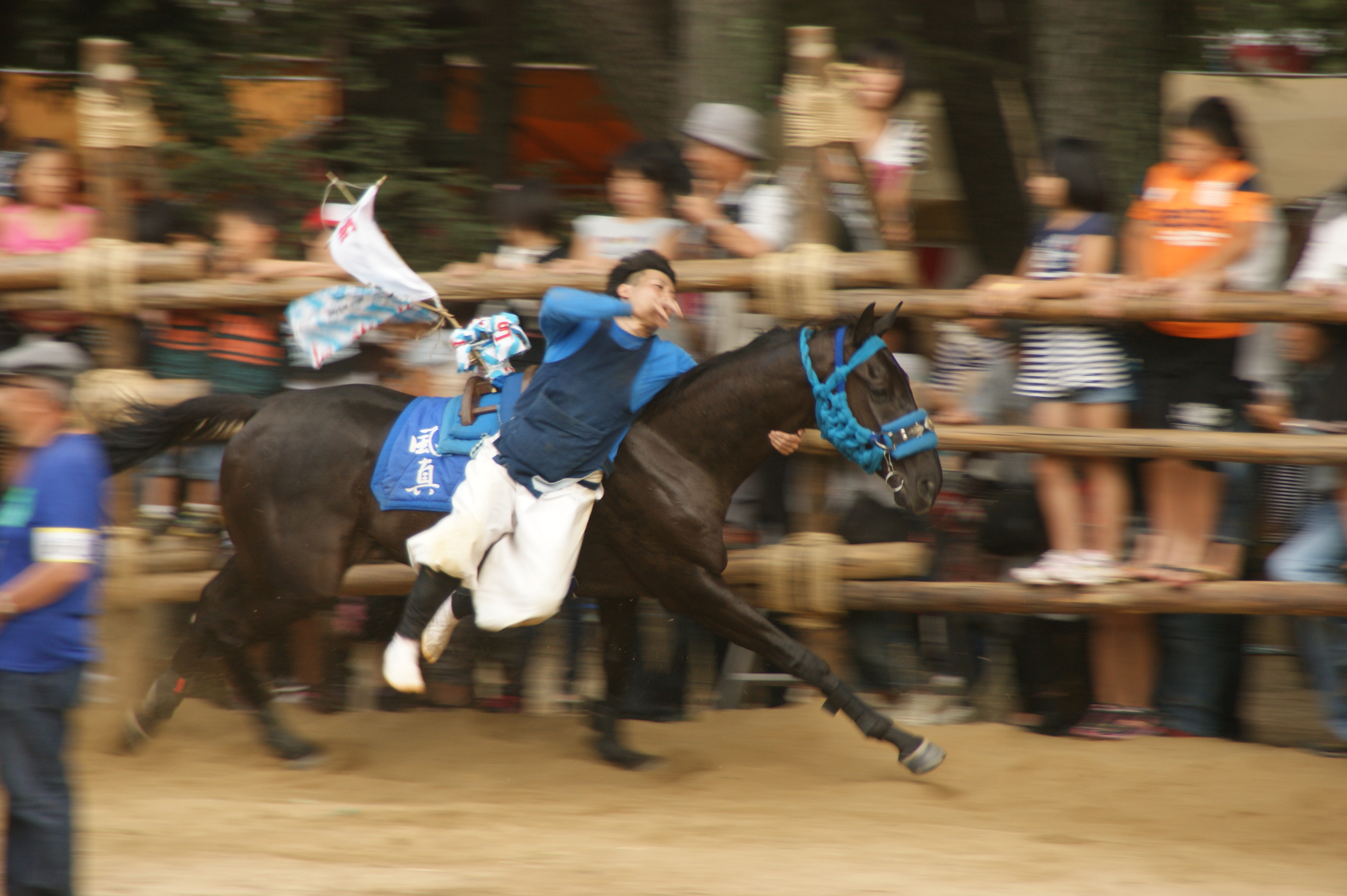
春日神社の御馬塔祭り

藤末さくらの漫画作品「さんかく屋根街アパート」は高浜市を舞台としている。

## 出身著名人
- 山本吉兵衛 - 三州瓦の職人。鬼師。
- 神谷源之助 - 三州瓦の職人。三河土管の生みの親。
- 梓夕子 - 演歌歌手。
- 大岡立 - 似顔絵画家。
- 大畑雅章 - 騎手。
- 岡本碧優 - プロスケートボーダー
- 榊原諒 - プロ野球選手。
- 戸田懐生 - プロ野球選手。
- たかはまこ - 漫画家。アニメーターの貞本義行の妻。
- 内藤繁春 - 日本中央競馬会の騎手・調教師。
- 竹内サティフォ - ポップバンド竹内電気のリーダーでギター担当。
- 山下桂史 - ポップバンド竹内電気のボーカル・シンセサイザー担当。
- 山本郁榮 - レスリング選手。
- 杉浦悠太 - プロゴルファー。
- 岩井俊介- プロ野球選手。